# Nevaio Evans

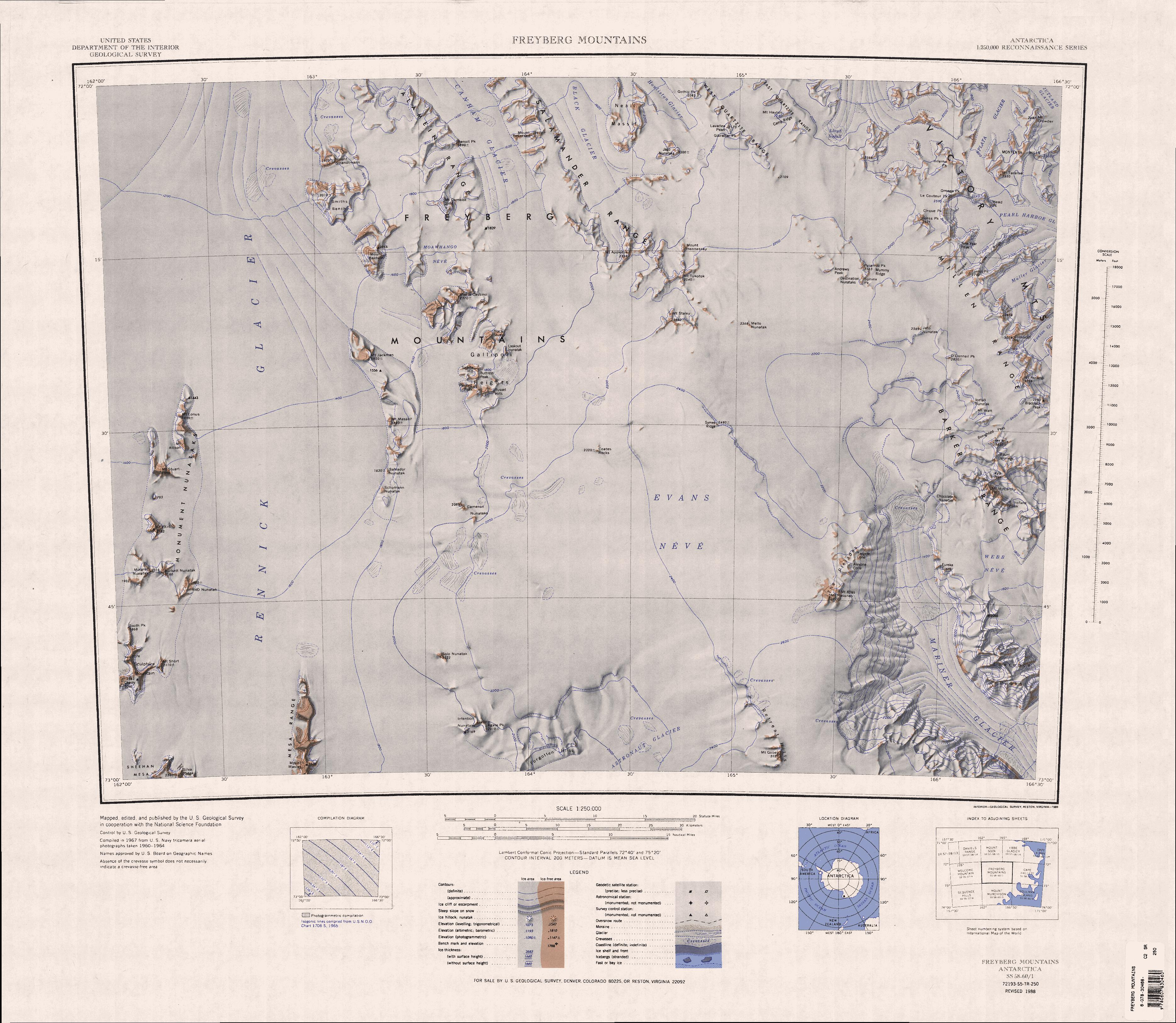
Una mappa topografica in scala 1:250.000 del nevaio Evans e delle montagne di Freyberg.

Il nevaio Evans è un enorme nevaio  situato nell'entroterra della costa di Pennell, nella Terra della Regina Vittoria, in Antartide. Il nevaio, che si trova in particolare a sud dei monti Freyberg, centrato alle coordinate 72°45′S 164°30′E, alimenta alcuni dei più grandi ghiacciai dell'Antartide e del mondo, il cui flusso viene poi ulteriormente ingrossato da quello di diversi altri loro immissari durante il loro corso, tra questi il ghiacciaio Rennick, il Mariner, il Lillie e l'Astronaut, che dà origine poi, più a sud, all'Aviator.

## Storia
Il nevaio Evans è stato così battezzato dalla spedizione neozelandese di ricognizione geologica in Antartide svoltasi nel 1963-64, in onore di Edgar Evans, membro della sfortunata spedizione britannica in Antartide del 1910-13, conosciuta anche come spedizione Terra Nova.  Evans, assieme a Edward Adrian Wilson, Lawrence Oates ed Henry Robertson Bowers, accompagnò il capitano Robert Falcon Scott nel tentativo di raggiungere per primi il Polo Sud geografico il 17 gennaio 1912. Tutti e cinque i membri dell'impresa perirono nella fase di ritorno del viaggio, dopo essere stati preceduti, nel raggiungimento del traguardo, da Roald Amundsen.